# Battaglia del monte Badon
La battaglia del Monte Badon /ˈbeɪdən/ (anche Mons Badonicus. Badon Hill o Mynydd Baddon) fu combattuta in Britannia (Inghilterra) tra i romano-britannici e i celti da un lato e un esercito di invasori anglo-sassoni dall'altra negli anni 490, e risultò in una pesante sconfitta di quest'ultimi.
Fu l'evento politico-militare più importante della storia inglese nei secoli V e VI, anche se non si conosce nulla di certo sulla data e il luogo della battaglia. Le fonti più antiche non riportano i nomi dei comandanti, ma a partire dal IX secolo la vittoria fu attribuita a re Artù (o più probabilmente ad Ambrosio Aureliano, il suo mitico zio paterno).
Nel suo De Excidio Britanniae il monaco Gildas afferma che la battaglia ebbe luogo nell'anno della sua nascita; nella Historia Regum Britanniae, testo del XII secolo, è citato Ambrosio Aureliano (identificato tradizionalmente con Artù) come il capo delle unità combattenti locali limitanei e comitatenses, formate da residenti di origine romana, che sconfissero i Sassoni.
Lo scrittore Bernard Cornwell ha scritto tra il 1995 e il 1997 un'opera romanzesca, ispirata al ciclo arturiano, intitolata Il romanzo di Excalibur. Nel quinto ed ultimo volume intitolato La spada perduta fa riferimento alla Battaglia del Monte Baddon.

## Etimologia
II nome Badon è un tipico toponimo celtico (si veda ad esempio Vaubadon vicino a Bayeux; o Vallis Badonis nominato nel secolo XI nel Doomsday Book 1.13; oppure Val Badon nel Kent e nel Northans); tale località doveva trovarsi nella zona ovest dell'isola, poiché gli Annales Cambriae registrano una seconda battaglia di Badon nell'anno 665.
Sembrerebbe trattarsi della città di Bath (anche se ci sono vari candidati scritti qua sotto sulla collocazione) e dei suoi dintorni, in quanto la più antica grafia riportata per questo nome è Badan, così appare almeno nella Cronaca Sassone nell'anno 577; tale grafia, benché non anglica, è sopravvissuta accanto alla forma "inglese" aet Hatum bathun un indice premesso in un manoscritto contenente le opere del monaco Nennio (cap. 68), con quindi Badon sono state identificate le Hot Baths, localizzate nella zona più pianeggiate dove scorre il fiume Severn, questo però senza fare alcun riferimento alla battaglia.
Oltre a queste testimonianze non abbiamo nessun'altra attestazione del nome anglico di Bath. Molti altri toponimi "inglesi", come Badbury, sembrano tradire dal punto di vista linguistico una derivazione dal celtico Badon, ma poiché molti di questi si trovano in regioni dove non sono sopravvissuti altri nomi di origine celtica o gallese, probabilmente la loro origine va ricercata nel nome proprio di persona Bada (riconoscibile in Beda), molto comune in anglico anche come toponimo.

## Sul luogo

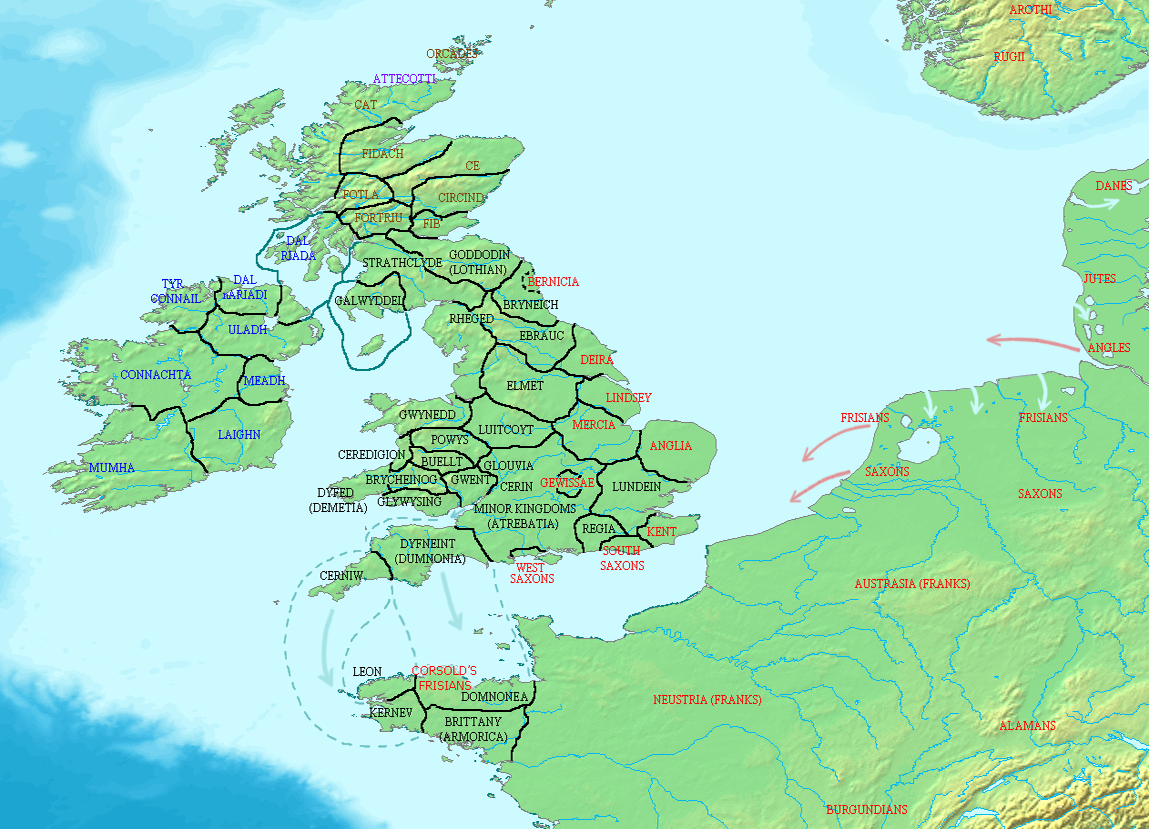
La Britannia nell'anno 500 circa

Nel corso del tempo sono state proposte diverse ubicazioni, tra cui:
- Badbury Hillfort / Badbury Rings, una fortezza dell'Età del Ferro;
- Bath, suggerita da Goffredo di Monmouth, conosciuta dai sassoni coi nomi di Baþon, Baðon e Baðanceaster. Non è però una collina. La parola "bath" è d'origine germanica, ma "Badon" è invece una parola celtica. Il nome romano di Bath era Aquae Sulis;
- Buxton, una città termale e sito di un bagno romano. Questo luogo non è però una collina difendibile. "Buxton" è un nome anglosassone (quindi germanico) e significa "cascina di Bucca";

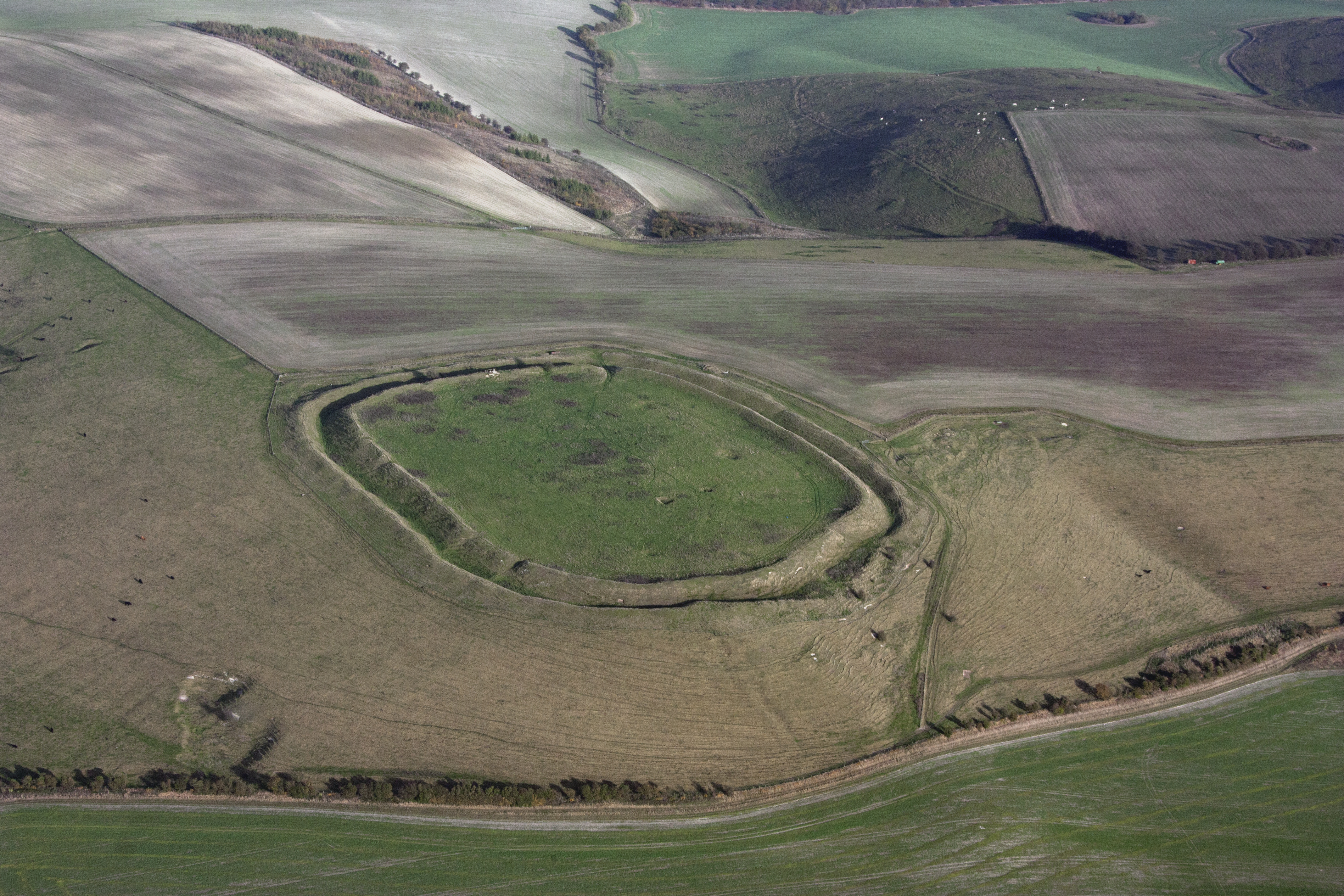
Liddington Castle

- Liddington Castlecastello di Liddington;

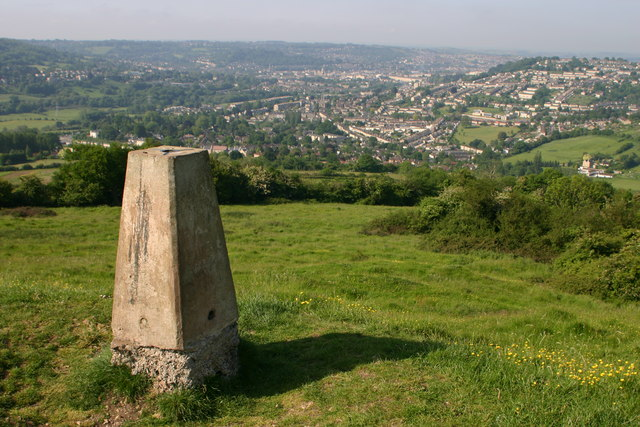
Solsbury Hill

- Solsbury Hill Solsbury Hill vicino a Bath, suggerito da Goffredo di Monmouth.

Questi e altri tentativi di ubicazione derivano dalle speculazioni e dalle teorie degli studiosi, che sono però basate su elementi scarsi. Una qualunque identificazione deve tenere conto di alcuni elementi:
- questa battaglia dovrebbe essere avvenuta sulla frontiera tra i territori dei britanni nativi e quelli degli invasori anglosassoni;
- potrebbe essere stata la battuta d'arresto di un'invasione lanciata in profondità nel territorio dei britanni con l'intento di separare i gallesi dai britanni del sud-est. Da Gildas si potrebbe dedurre che l'esercito anglosassone, forse cercando di raggiungere l'estuario del fiume Severn, forse cercando di separare i britanni del sud-ovest dai gallesi, andò molto in profondità in territorio ostile e fu circondata e intrappolata in cima a una collina nel Cotswolds.

## Sull'identificazione dei comandanti
Nella Historia Brittonum si dice che il leader dei romano-britanni e dei celti fu Artù.
In un antico poema in gallese attribuita al bardo Taliesin (che visse nella seconda metà del VI secolo) lascia intendere che il capo supremo in questa battaglia "che tutti gli uomini ricordano" era Artù.
Secondo ipotesi più recenti il leader dei romano-britanni e dei celti fu Ambrosio Aureliano e quello dei sassoni re Aelle del Sussex.

## Sulla datazione

### Gildas
Gildas afferma che la battaglia si sarebbe svolta "44 anni e un mese fa, nell'anno della mia nascita". Siccome re Maelgwn del Gwynedd era ancora in vita quando Gildas scrisse la sua opera, si può pensare che egli la stese nel 547 o prima. E questo porterebbe a datare lo scontro al 503 o poco prima.
(Gildas. De Exicidio Britanniae. Capitolo 26
ISBN 978-8884745965)
L'autore dice che la battaglia del monte Badon non fu una battaglia campale, bensì un assedio. Ed è l'unica battaglia che lui menziona nella sua opera (forse per sottolinearne l'importanza, quasi come se fosse la fine della guerra contro gli invasori). Gildas non chiarisce chi siano gli assedianti e gli assediati, anche se in effetti il ripristino delle fortezze collinari a metà del V secolo da parte dei Romano-Britanni fa pensare che gli assediati furono loro.
Comunque tale assedio venga considerato, tra valutazioni positive e negative che si alternano fino ai nostri giorni è al di fuori di ogni dubbio che Gildas lo considerasse basilare, e il fatto che egli lo nomini a differenza delle altre battaglie può essere stato dettato da vari fattori:
1. il fatto che Gildas sia fiero di essere nato nel momento migliore delle imprese del suo signore.
2. evidenziare la data precisa, perché forse in quel periodo l'assedio era quello meglio ricordato se non il più conosciuto all'epoca di Gildas, e che Dio in quel momento fosse dalla parte dei Britanni.
3. voler tramandare un esempio insulare a fini retorici, facendo riferimento che subito dopo la battaglia si vivesse in un periodo migliore rispetto a quello dell'anno in cui Gildas scrive la sua opera.
4. per esplicitare in modo evidente che tale avvenimento ebbe luogo in assedio, questo infatti determinerebbe che la guerra stessa è vista come un attacco da parte dei Sassoni a dei luoghi fortificati, e lo stesso parallelo lo ritroviamo nei capitoli precedenti dedicati alle incursioni di Pitti e degli Scoti nei riferimenti alle città fortificate.
5. fornire tramite una prospettiva Storico-Cronologica una suddivisione in fasi degli avvenimenti accaduti fino ai suoi giorni, quindi Gildas vuole suddividere la sua narrazione in tre fasi diverse:
  1. una prima fase copre il periodo in cui Dio e i Britanni si erano allontanati l'uno dall'altro, e in tale frangente i Britanni accecati nella loro immoralità dimostrano la loro cecità spirituale attraverso l'invito dei Sassoni da parte del loro re Vortigern, che una volta arrivati e con la loro successiva ribellione assolvono alla funzione di strumento del Signore per "correggere" il suo popolo.
  2. La seconda fase è la diretta conseguenza della prima, in quanto i Britanni reagiscono agli avvenimenti disastrosi cercando di riconciliarsi con Dio, il quale a sua volta mette alla prova i superstiti della guerra per vedere se essi lo amino o meno. Si apre allora, a partire dalla vittoria di Ambrosio Aureliano, un periodo di vittorie alternate a sconfitte, delle quali l'ultima vittoria in campo "britannico" è quella dell'assedio del monte Badon: a questo punto è chiaro che i Britanni hanno fallito nella prova divina e la loro relazione con Dio è ritornata a quella che era nella prima fase, cioè il Signore li ha abbandonati.
  3. la terza fase, quella della guerra, contemporanea all'autore e quindi, ben conosciuta dai suoi lettori, tanto da non necessitare di ulteriori descrizioni.

II fatto che l'assedio di Badon segni la fine del periodo di prova imposto da Dio ai Britanni, ma non la fine della guerra, può quindi essere considerato come il momento di climax della descrizione gildaica del conflitto tra i Britanni e i Sassoni.
Beda il Venerabile, partendo dalle affermazioni di Gildas, ritiene che la battaglia si svolse 44 anni dopo l'arrivo degli anglosassoni in Britannia (circa 449) e ciò porterebbe a datare lo scontro al 493 (per altri al 491).

### Annales Cambriae
Gli Annales Cambriae datano la battaglia al 516, anno che viene però accettato solo da pochi studiosi moderni. Va ricordato che le notizie precedenti al 525 sono poco credibili.
Secondo gli Annales Cambriae, nel 665 ci fu una seconda battaglia a Badon e parla anche della conversione degli anglosassoni al Cristianesimo proprio in questo anno. E menziona anche la morte di un "Morgan". È possibile che questi eventi siano collegati, se fossero reali.
Si può comunque pensare con ragionevole sicurezza che questa battaglia sia in realtà una duplicazione della prima, coi particolari cambiati.

### Vite dei santi
Le vite celtiche dei santi sostengono indirettamente una data più vicina al 493 che al 503. Le biografie di san David (patrono del Galles), san Cadoc e san Gildas riportano che Gildas visitò l'abbazia di Ty Gwyn nel 527 o nel 528. Queste biografie dei primi leader della Chiesa in Britannia, per lo più scritte nell'XI secolo, forse per ragioni propagandistiche potrebbero aver esagerato o inventato miracoli oltre ad aver alterato date di morte. Tuttavia, secondo alcuni studiosi non avrebbero avuto motivo di alterare fatti, date e luoghi della vita mondana.
Inoltre, queste tre vite sono indipendenti le une dalle altre. La Vita di san David scritta da Rhygyfarch afferma che il santo fu educato per dieci anni da san Paolino prima di diventare abate di Ty Gwyn. Ciò suggerisce che David sarebbe nato dopo il 514. Rhygyfarch afferma anche che Gildas predicò alla madre di David, san Non, mentre questa era incinta. Se Gildas era abbastanza anziano per fare ciò al più tardi nel 514 non è plausibile datare la nascita di Gildas e quindi quella della battaglia del Monte Badon dopo il 498.

### Goffredo di Monmouth
L'opera Historia Regum Britanniae di Goffredo di Monmouth era molto popolare e sopravvisse in molte copie subito dopo la sua composizione. Entrando (e costruendo) dettagli molto più grandi, Geoffredo identifica da Badon con Bath, includendo Merlino che predice che i bagni termali di Badon/Bath perderebbero la loro acqua calda per poi diventare velenosi.

Immagine che mostra le varie fasi della battaglia descritta da Goffredo di Monmouth, con i rettangoli arancioni che rappresentano le truppe anglosassoni e i rettangoli blu con corona che rappresentano le truppe di re Artù.

Goffredo mescola anche aspetti di altri resoconti: la battaglia inizia come un assedio sassone e poi diventa un normale scontro una volta arrivati gli uomini di Artù, che porta l'immagine della Vergine sia sullo scudo che sulla spalla. Artù carica e uccide 470 sassoni, dieci in più rispetto al numero di britannici in un'imboscata da Hengist vicino a Salisbury.
Vengono anche aggiunti elementi delle leggende gallesi: oltre allo scudo Pridwen, Artù ottiene la spada Caliburnus, e la lancia Ron. Geoffrey rende anche la difesa della città dall'attacco furtivo sassone una causa santa, avendo Dubricius dovuto offrire l'assoluzione di tutti i peccati per coloro che cadono in battaglia.

## Conseguenze della battaglia
Sebbene la Cronaca anglosassone non faccia menzione di questa battaglia, tuttavia attesta un lungo intervallo di 70 anni tra due bratwalda anglosassoni nel V e nel VI secolo. Questa battaglia, come attesta anche l'archeologia (che parla di un abbandono da parte degli invasori anglosassoni dei loro insediamenti alla frontiera coi britanni attorno al 500), avrebbe avuto come risultato quello di fermare per un certo periodo l'avanzata anglosassone e la pressione esercitata dagli invasori sui territori dei britanni.